# Bajrakitiyabha
Princesa Bajrakitiyabha (7 de dezembro de 1978) é a única filha de Maha Vajiralongkorn e da Princesa Soamsavali Kitiyakara. Ela é a primeira neta do rei Bhumibol Adulyadej e da rainha Sirikit da Tailândia.
Desde dezembro de 2022 ela está ligada a aparelhos num hospital após sofrer um mal súbito [evento atual, que pode sofrer mudanças a qualquer momento].

## Biografia
Bajrakitiyabha nasceu a herdeira presuntiva do trono, como a primeira filha do rei Maha Vajiralongkorn e da Princesa Soamsavali Kitiyakara, sua prima em primeiro grau (Soamsavali é filha do irmão mais velho de Sirikit).
Ela tem 6 irmãos mais novos (4 deles foram deserdados pelo Rei), incluindo o Príncipe Dipangkorn Rasmijotti, o atual herdeiro do trono [janeiro de 2023].
Iniciou seu estudos secundários na Tailândia, no Rajini School, mas depois se mudou para a Inglaterra, onde continuou estudando no Heathfield School, em Ascot. De volta à Tailândia, terminou o ensino médio na Escola Chitralada, uma das mais exclusivas do país.
Ela recebeu um grau de bacharel em direito pela Universidade Thammasat e outro em ciência política pela Universidade Sukhothai Thammatirat com honras de primeira classe. Ela continuou com um mestrado e um doutorado no Cornell Law School, e recebeu seu JSD em 2005.
Na conclusão de seu doutorado a Princesa Bajrakitiyabha trabalhou por um tempo na missão diplomática tailandesa da ONU, em Nova Iorque, antes de voltar para a Tailândia. Em setembro de 2006, foi nomeado procurador do Gabinete do Procurador-Geral em Bangkok, e atualmente nomeado para Gabinete do Procurador-Geral de Udon Thani. De 2012 a 2014, ela era a Embaixatriz da Tailândia na Áustria, até que ela tomou um cargo no Gabinete do Procurador-Geral.

## Saúde
Ela desmaiou em 14 de dezembro de 2022 enquanto treinava seus cachorros para uma competição, tendo sido levada urgentemente ao hospital após ser estabilizada. Em 19 de dezembro a Casa Real anunciou que ela não tinha, como se pensava inicialmente, qualquer problema no coração, já que um angiograma coronário não havia detectado nenhuma anormalidade e que ela estava recebendo medicação e suporte cardíaco, renal e pulmonar. No dia 07 de janeiro de 2023, o jornalista Andrew MacGregor Marshall, que em anos recentes havia revelado vários escândalos no seio da Família Real, escreveu em seu Twitter que sua vida estava sendo mantida artificialmente e que a Princesa estava em morte cerebral, devido a um aneurisma, desde o incidente.

## Honras

### Honras nacionais
- Tailândia: Cavaleiro da Grande Colar com corrente da Ordem de Chula Chom Klao, Classe Especial
- Tailândia: Cavaleiro da Grande Colar da Ordem do Elefante Branco
- Tailândia: Cavaleiro da Grande Colar Grande Cordão da Ordem da Coroa da Tailândia
- Tailândia: Cavaleiro da Grande Colar da Ordem do Direkgunabhorn
- Tailândia: Medalha Real da Cifra do Rei Rama IX (Primeira Classe)

### Honras estrangeiras
- Áustria: Grã-Cruz da Decoração de Honra por serviços prestados à República da Áustria, Ouro